# Cancelleria (merceologia)

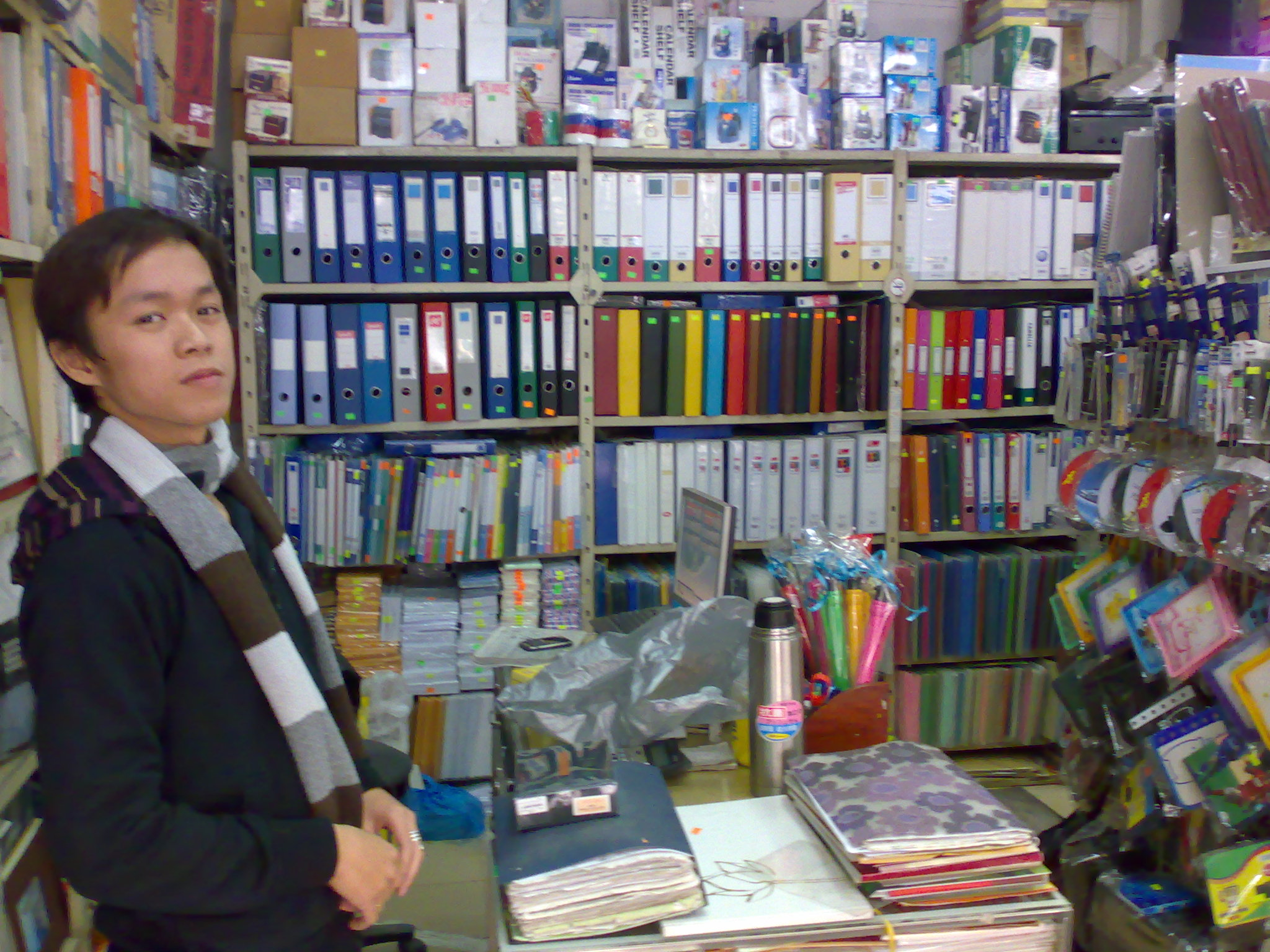
Interno di un negozio di cancelleria ad Hanoi

Con cancelleria solitamente si intende una vasta gamma di oggetti: carta e penna, materiali da ufficio, biglietti da visita, astucci, e affini.

## Storia
Gli articoli di cancelleria erano spesso venduti in negozi permanenti posti vicino a università e scuole, anche se durante il medioevo questi beni erano essenzialmente trattati da venditori ambulanti (che spesso vendevano anche libri), o anche da contadini e artigiani a mercati non permanenti come le fiere. La crescita dell'uso di cancelleria e delle industrie che la producevano andava di pari passo con il diffondersi dell'abitudine di scrivere anche al di fuori delle chiese; fenomeno che avvenne soprattutto fra il XIII secolo e il XV secolo.
Nel suo più moderno senso di materiale di scrittura (spesso personalizzato), la cancelleria ha giocato un'importante parte dell'etichetta, soprattutto a partire dall'epoca vittoriana. Alcune usanze che prima erano considerate offensive, come quella di spedire un biglietto da visita per rispondere a un invito di matrimonio, sono oggi considerate del tutto appropriate. Molte di queste abitudini sociali potrebbero addirittura essere state definite dai produttori di cartoleria stessi, e la loro influenza era tale (soprattutto in Inghilterra), che il nome delle case produttrici veniva inserito nei titoli dei libri inerenti all'argomento.
L'uso e la vendita di prodotti di cancelleria riguarda un'industria di nicchia, che è sempre più minacciata dal crescente uso di computer e e-mail. In quanto questo ambito è intrinsecamente legato alla carta e al processo di scrittura, nell'industria sono utilizzate diverse tecniche di produzione, a seconda del tipo e della qualità del prodotto finale desiderato. Le tecniche più comuni sono incisione, stampa tipografica, stampa a rilievo e termografia. La stampa litografica indiretta è solitamente utilizzata per prodotti informali o comunque di basso costo.

## Gli articoli di cancelleria
- Strumenti da scrivania: punzonatrice, spillatrice e graffette, scotch
- Strumenti per disegnare: pennelli, matite, pastelli, acquerelli
- Gomme, temperamatite, forbici
- Inchiostro e cartucce
- Contenitori: Cartellette, Raccoglitori
- Buste da lettere
- Quaderni, agende e fogli per appunti
- Strumenti di scrittura: penna a sfera, penna stilografica, matita, evidenziatore
- Biglietti da visita
- Rubriche

## Prodotti di cancelleria: galleria d'immagini

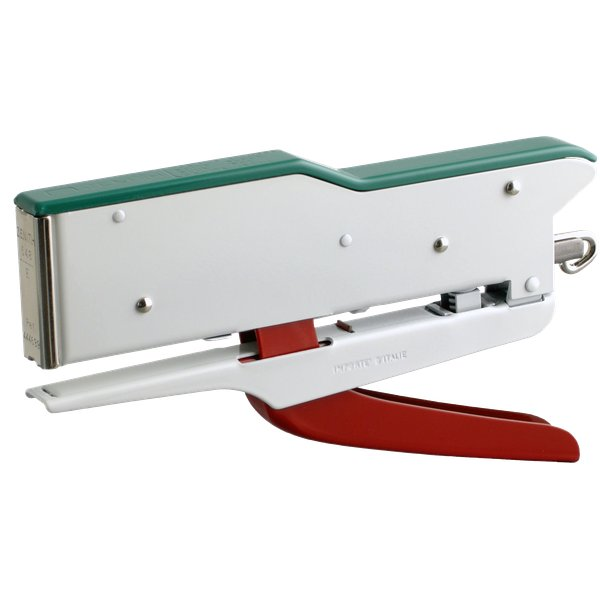
Spillatrici a pinza classica
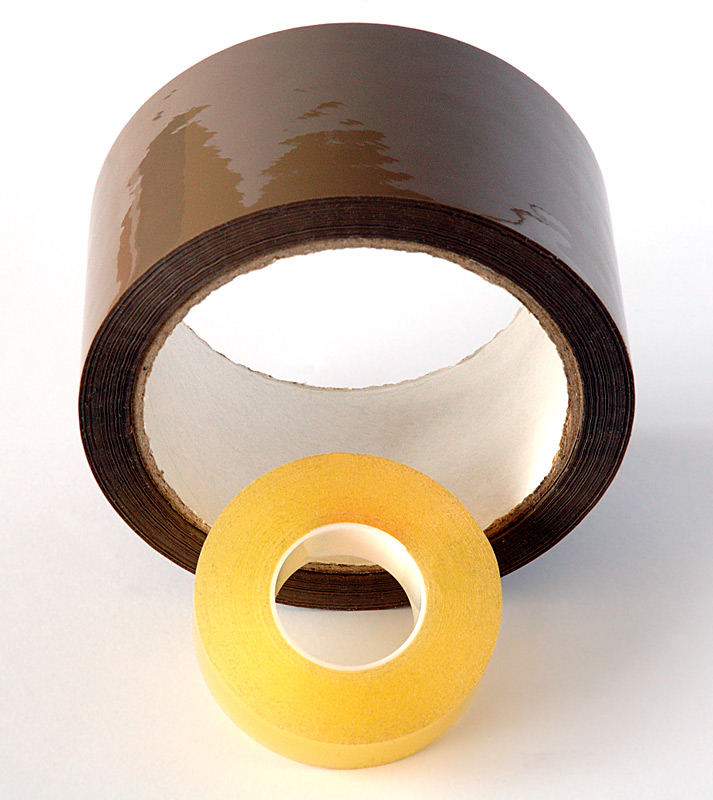
Rotoli di nastro adesivo
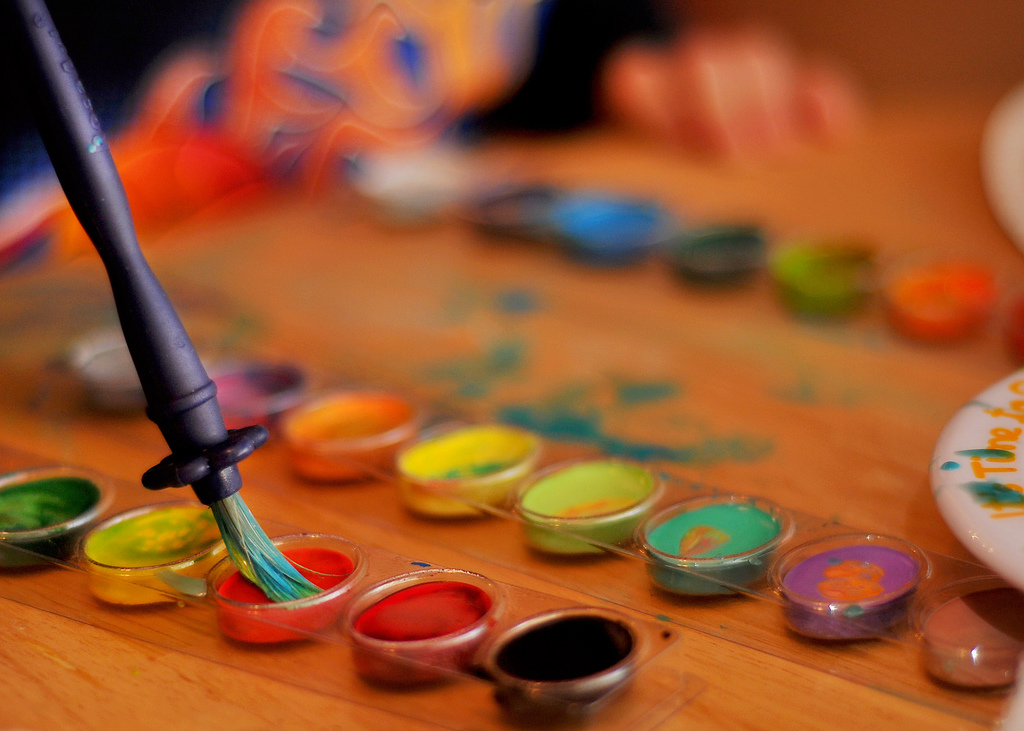
Acquarelli
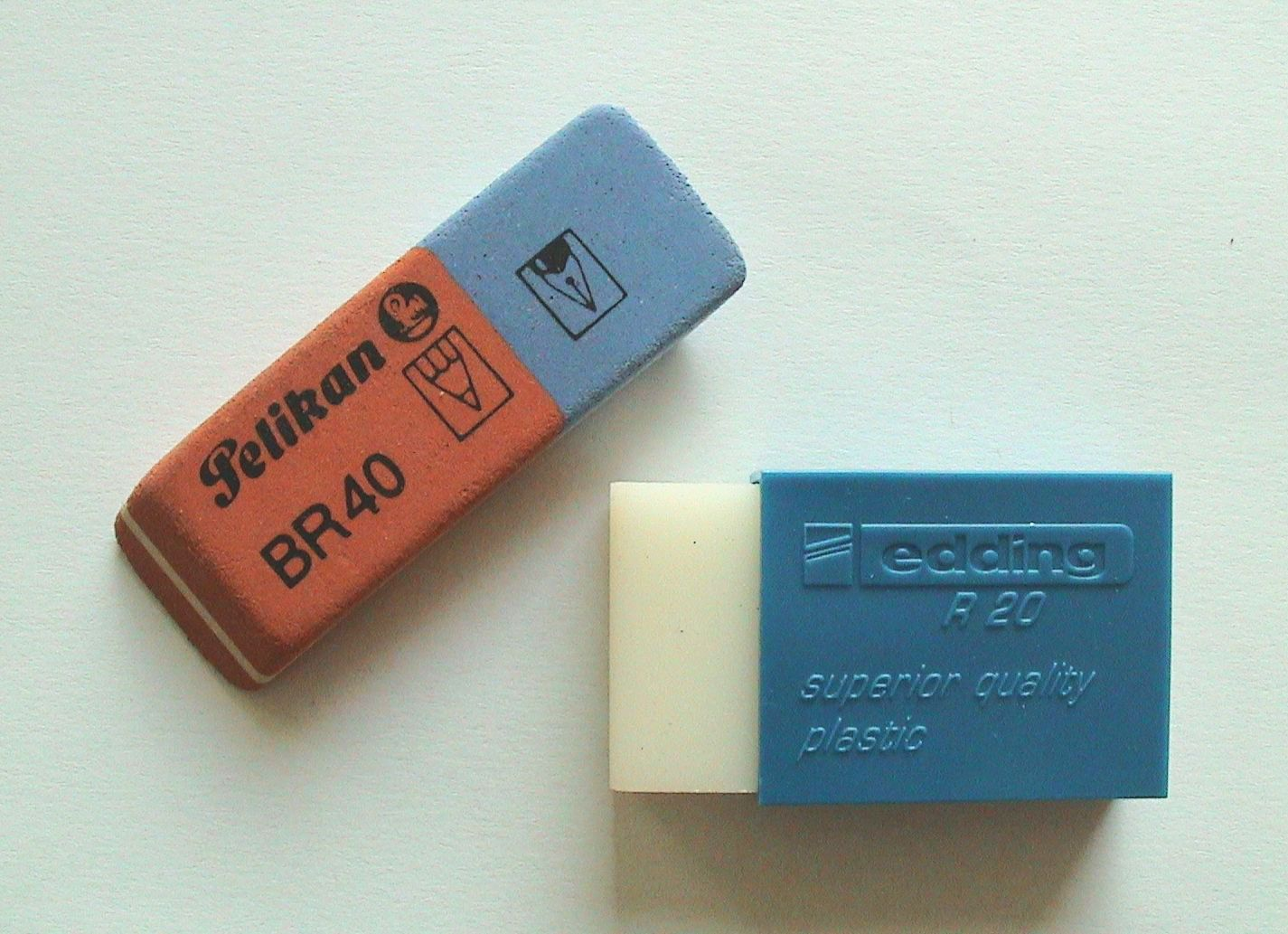
Comuni gomme e non  per cancellare
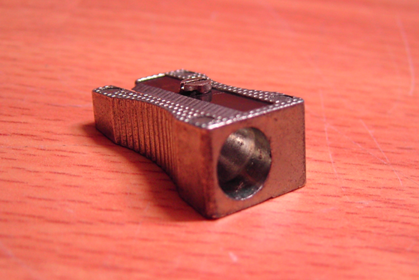
Comuni temperamatite
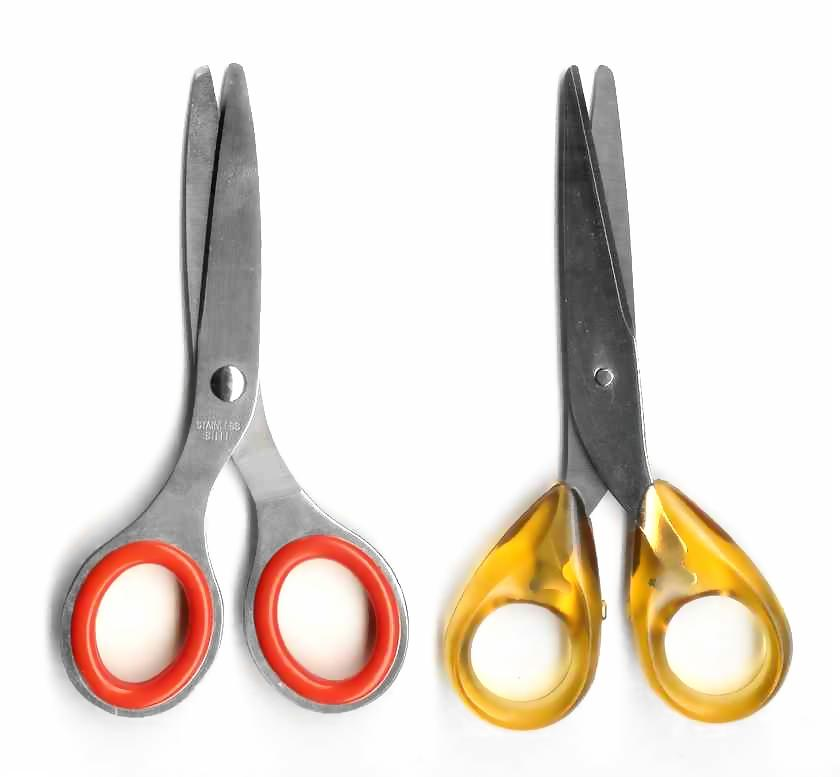
Forbici per mancini (a sinistra) e per destrimani (a destra)
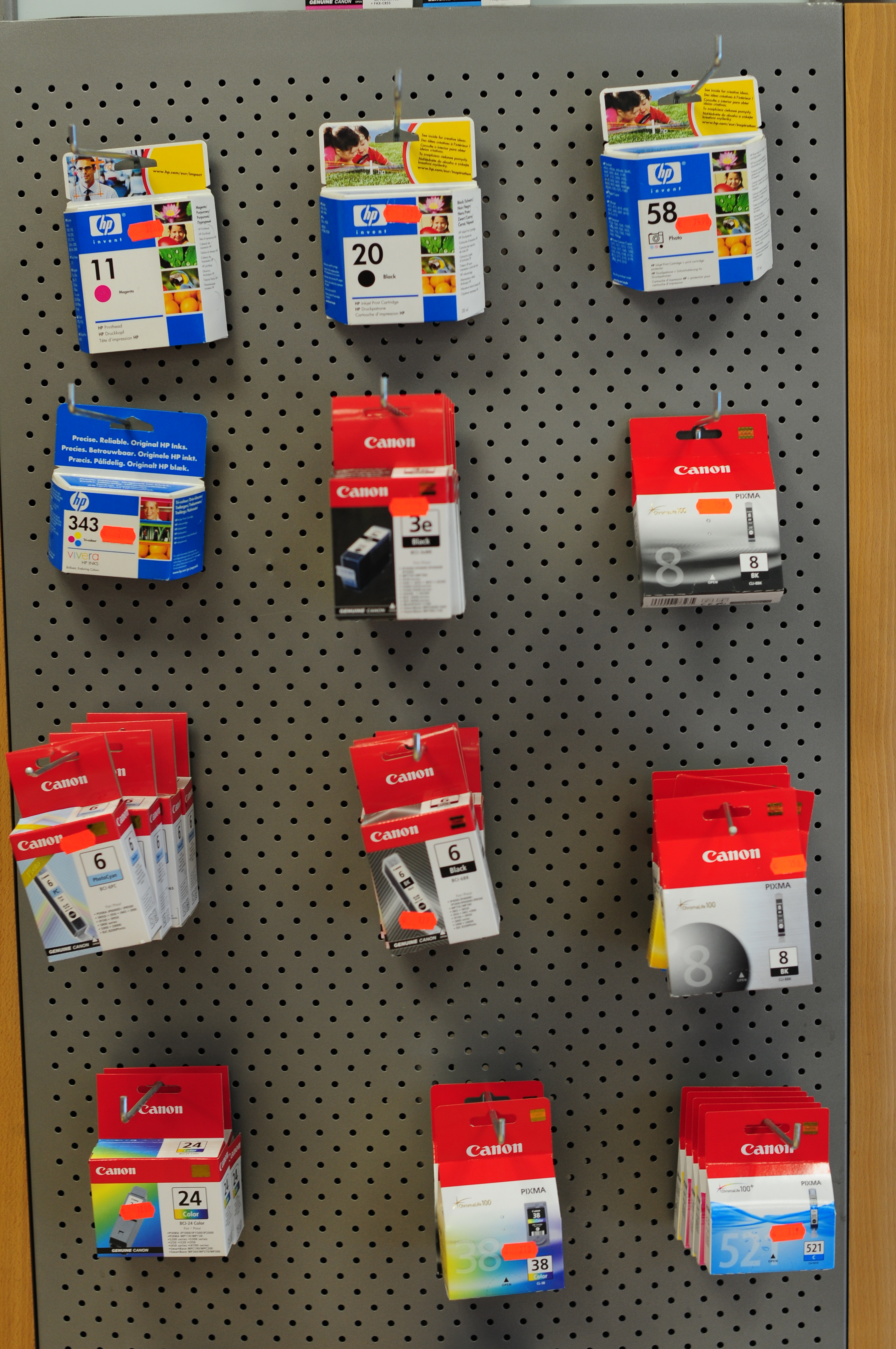
Cartucce per stampante a getto d'inchiostro
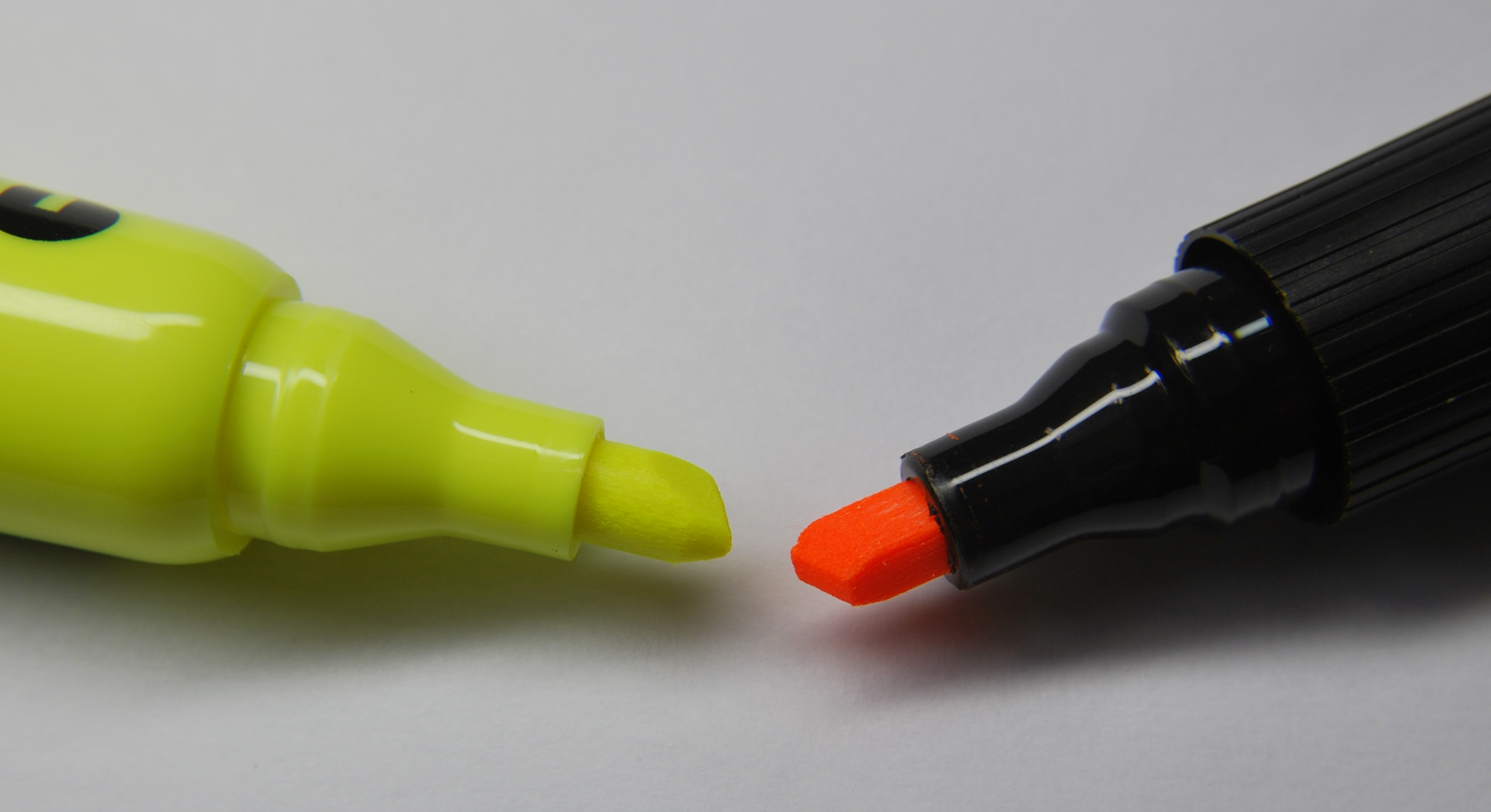
Evidenziatori
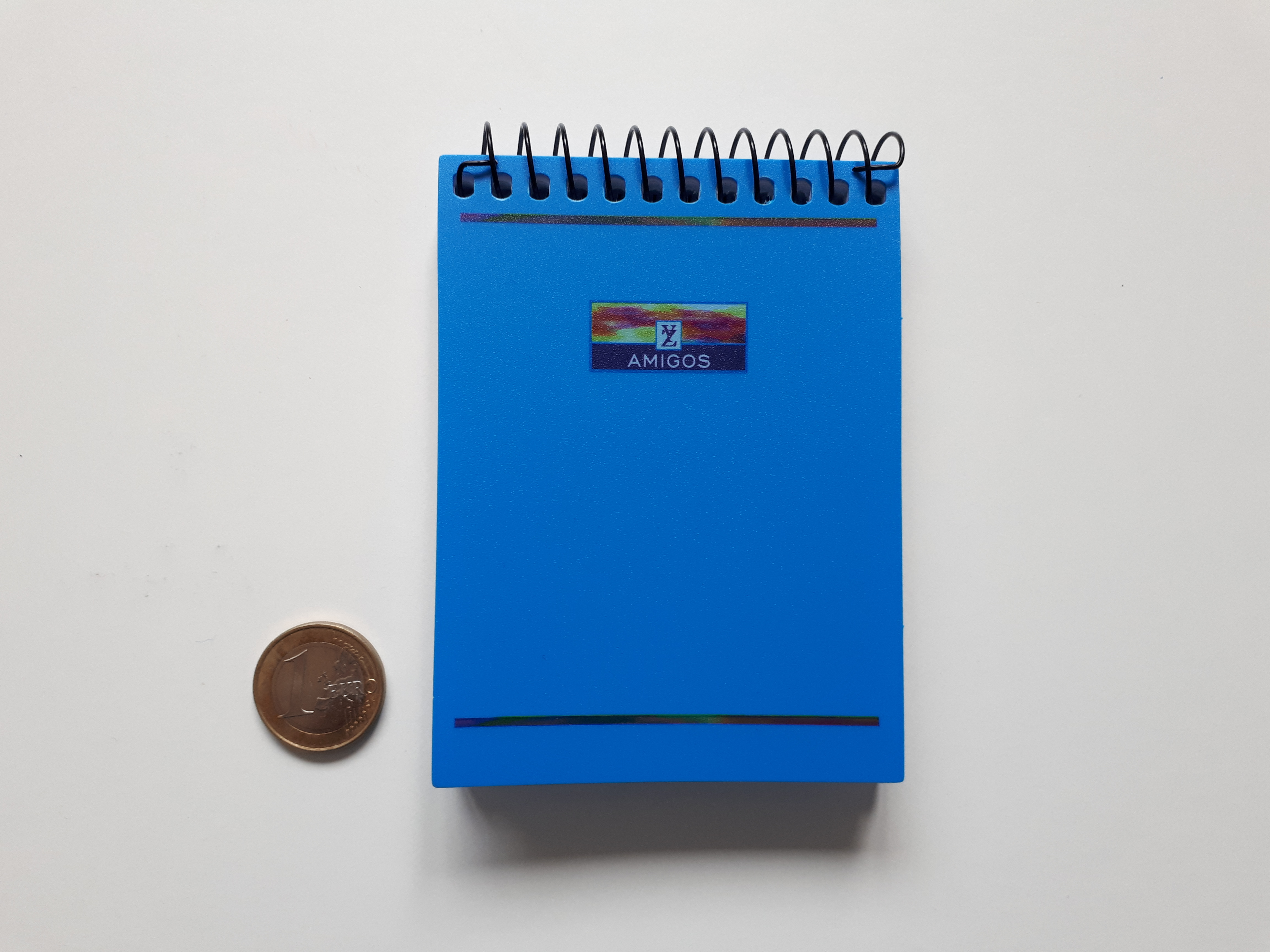
Bloc notes
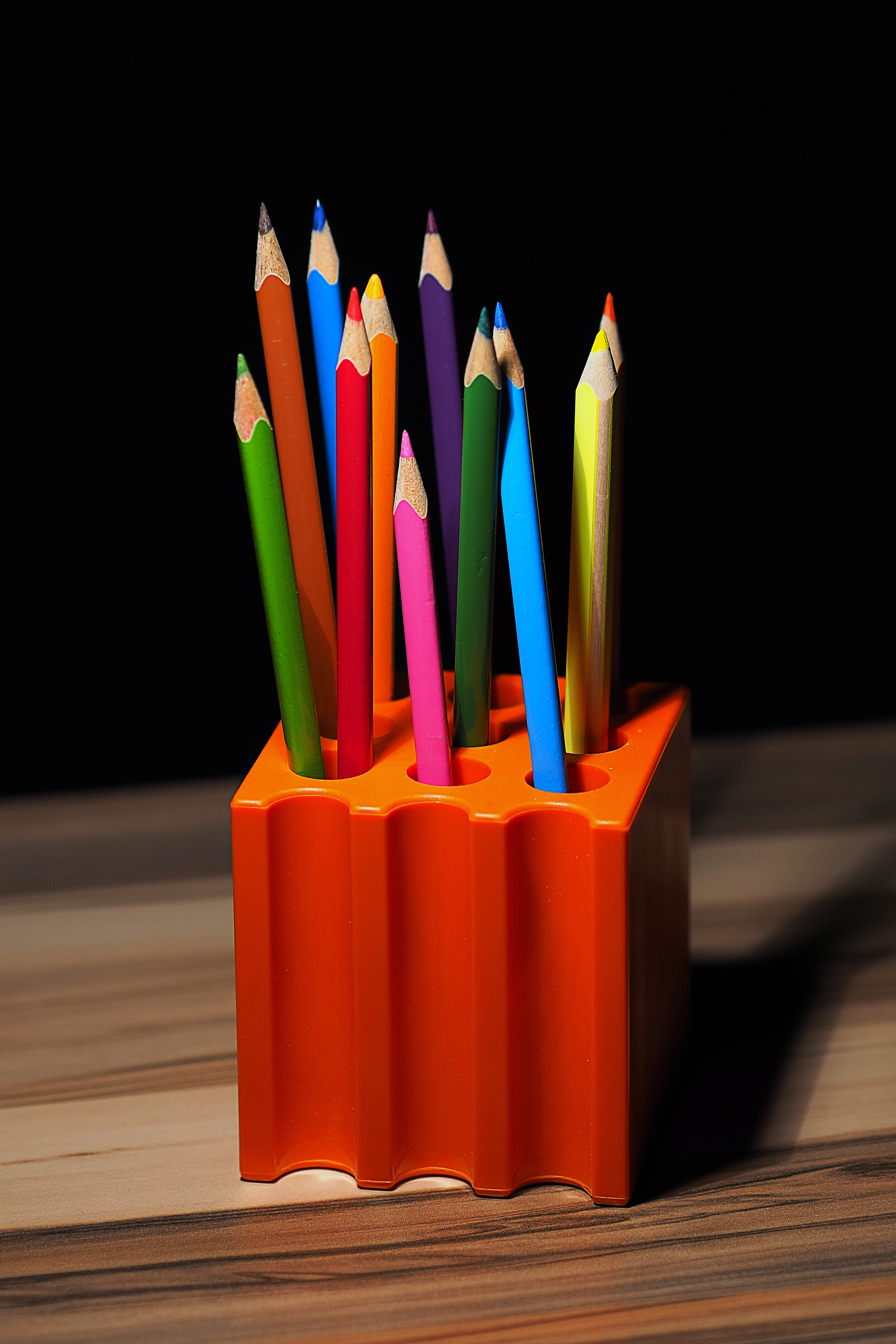
Matite colorate
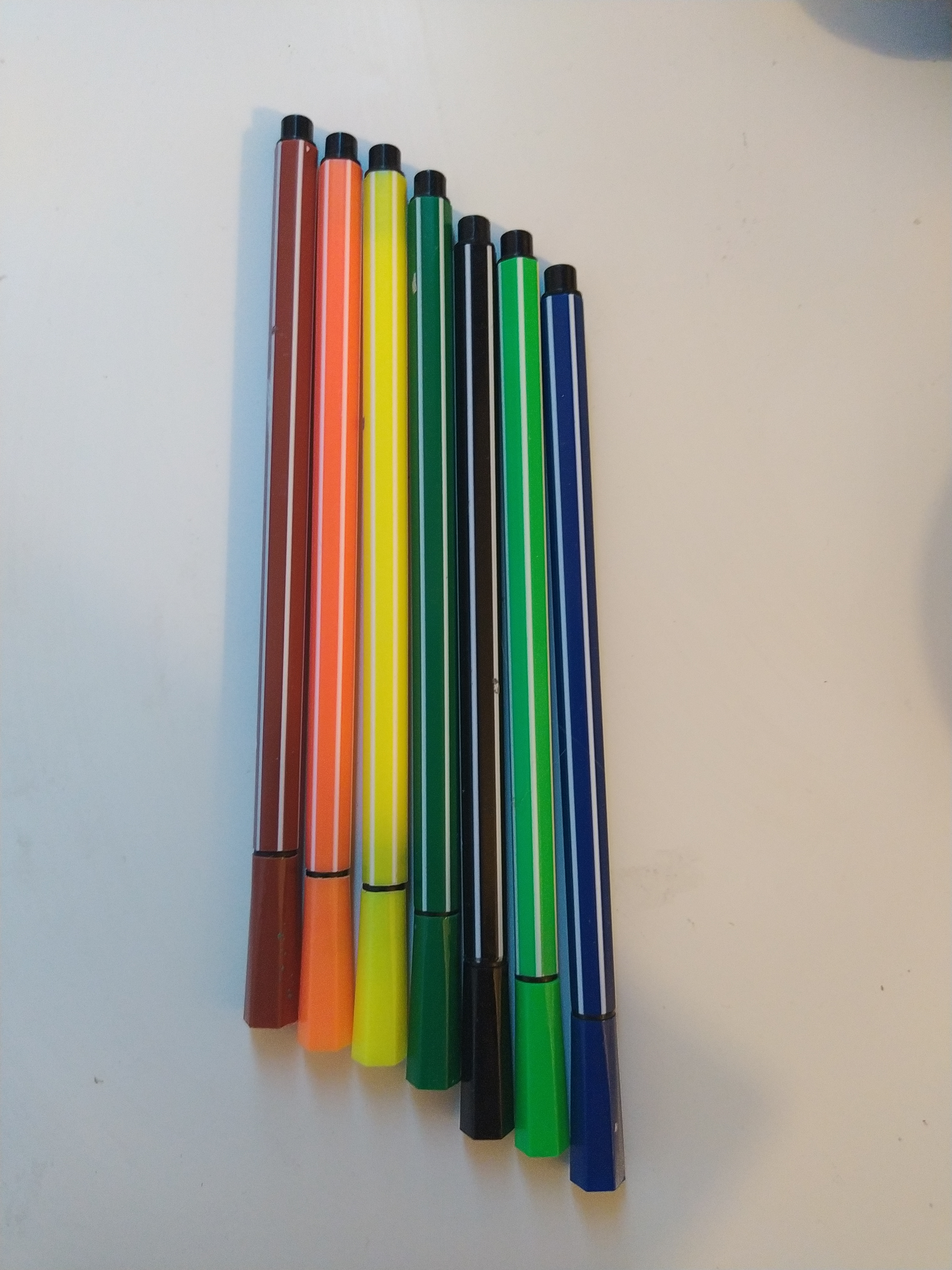
Pennarelli
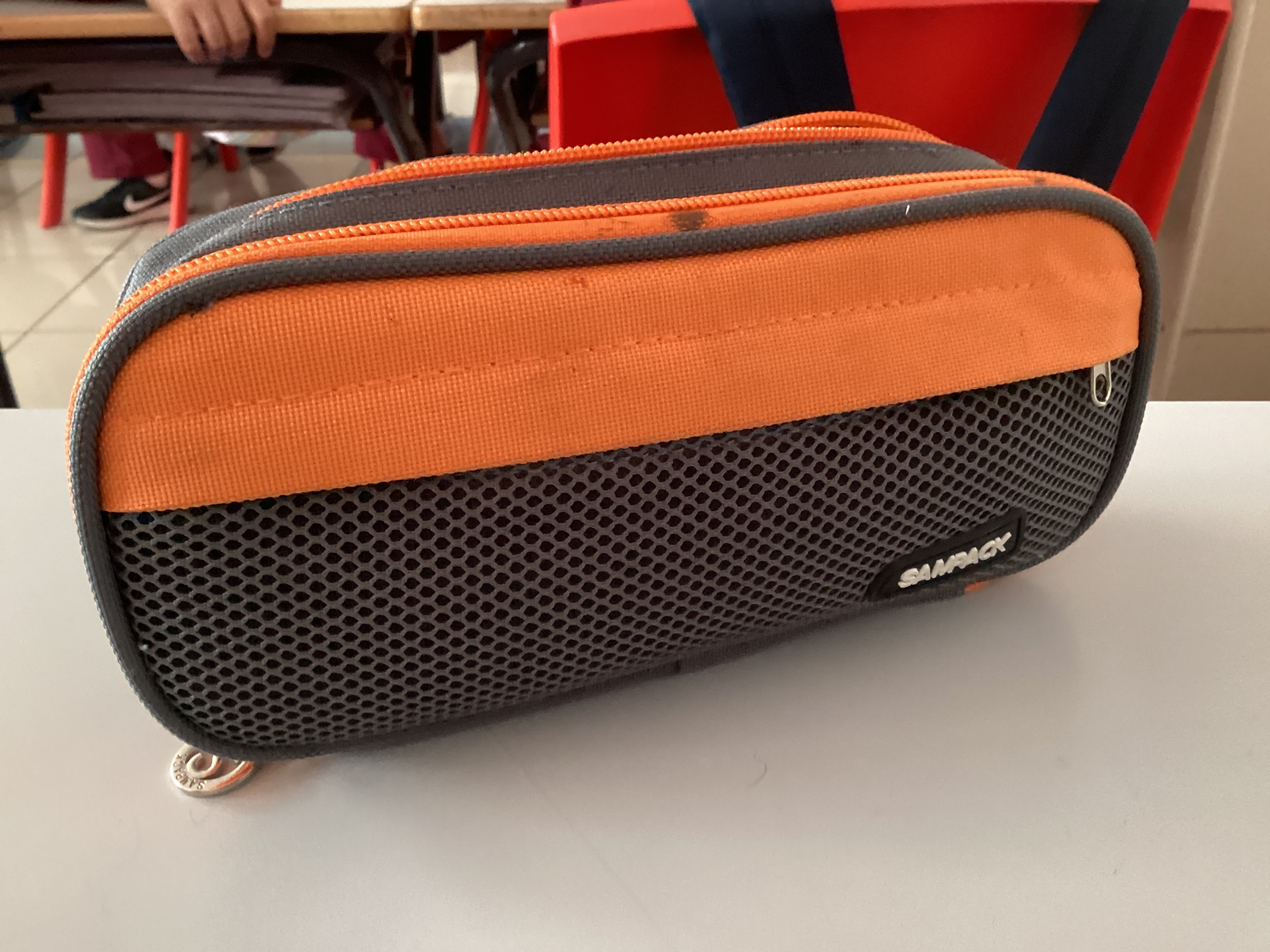
Astucci